# 錫烏勒河
錫烏勒河（法語：Sioule，法語發音：[sjul]）是法國的河流，位於該國中部，屬於阿列河的左支流，河道全長163.7公里，流域面積2,458平方公里，平均流量每秒25.6立方米，發源自奥西瓦勒附近，河口處在欧特里沃堡。

## 外部連結
- http://www.geoportail.fr （页面存档备份，存于）
- Sandre数据库中的錫烏勒河 （页面存档备份，存于）